# NGC 6329
NGC 6329 ist eine 12,9 mag helle elliptische Galaxie vom Hubble-Typ E0 im Sternbild Herkules und etwa 378 Millionen Lichtjahre von der Milchstraße entfernt.
Sie wurde am 11. Juli 1876 von Édouard Stephan entdeckt.